# 13473 Hokema
13473 Hokema eller 1953 GJ är en asteroid i huvudbältet som upptäcktes den 7 april 1953 av den tyske astronomen Karl Wilhelm Reinmuth i Heidelberg. Den har fått sitt namn efter den tyske violinisten Peter Hokema.
Asteroiden har en diameter på ungefär 2 kilometer.